# Nava de la Asunción
Nava de la Asunción er en by og kommune i det centrale Spanien i provinsen Segovia. Den har et indbyggertal på 2.787 (2024) indbyggere.